# یواس‌اس پالوما (اس‌پی-۵۳۳)
یواس‌اس پالوما (اس‌پی-۵۳۳) (به انگلیسی: USS Paloma (SP-533)) یک کشتی بود که طول آن 85’ بود. این کشتی در سال ۱۹۱۴ ساخته شد.